# Шарвили
Шарвили (лезг. Шарвил) — лезгинский народный героический эпос, а также имя героя эпоса.

## Герой эпоса
Согласно местному преданию, герой эпоса Шарвили, собственно сам Шарвили, несмотря на мистификацию его образа, был реальной исторической личностью, жившей в III веке н.э. Родом был он из селения Ахты ныне Ахтынского района Республики Дагестан. В наше время жители данного селения указывают место нахождения его дома в квартале Ущехъан. Отцом Шарвили был чабан Даглар. Сам он также был чабаном. На протяжении веков образ Шарвили мистифицировался, к нему приплетались новые сказания. В отношении Шарвили неизвестно, были ли враги, на войне с которыми он погиб, иноземцами, или война была классовой.

## Основное предание эпоса
Шарвили отличался необыкновенной силой и ловкостью. Прыгал он как никто из людей, даже со стопудовой дубиной в руках. Одним прыжком Шарвили преодолевал реку Ахтычай. Только однажды при прыжке палец его ноги коснулся воды — это столь разгневало Шарвили, что он тут же отрубил его, чтобы не мешал в другой раз. Пока Шарвили стоял на ногах, никто не мог одолеть ни его, ни ахтынцев. Сбить же Шарвили с ног и повалить на землю никому не удавалось. Враги знали об этом и однажды, начав войну с ахтынцами, пошли на хитрость. Они предложили перед началом общего сражения испытать в единоборстве наиболее храбрых бойцов той и другой стороны, В качестве ристалища, арены для единоборцев, они подготовили большой гладкий хирман (ток). Весь хирман был усыпан сухим горохом и было поставлено условие, чтобы перед схваткой каждый из бойцов обежал хирман в деревянных башмаках сорок раз. Враги предполагали, что ахтынцы выставят самого сильного своего воина — Шарвили. Так и случилось. Шарвили надел деревянные башмаки и начал бег, но упал при первых же шагах. Враги этого и ждали — они набросились на упавшего богатыря и зарубили его. По другой версии предания, враги подразнили Шарвили и предложили ему проявить свою удаль и сплясать танец. Шарвили, будучи по природе наивен, не заподозрил в этом хитрой уловки. Также сыграло значение, что отказаться от предложения станцевать народный танец он не мог из соображений чести. Но площадка, выделенная для танца оказалась обсыпанной горохом и Шарвили упал на землю. Тогда враги схватили горные камни, которых в пойме реки Ахтычай «столько, сколько звёзд на небе» и закидали ими его насмерть. Перед смертью Шарвили успел крикнуть своему другу: «Когда нашей земле будет грозить опасность, вы услышите мой голос. Подойдите к горе Кӏелезхев, кликните моё имя трижды, и я приду к вам на помощь».

## Эпос
Время создания лезгинского народного героического эпоса «Шарвили» восходит к началу нашей эры. В нём дана широкомасштабная панорама борьбы лезгинских народов с чужеземными завоевателями. Эпос состоит из 20 сказов. В них описаны подвиги главного героя Шарвили при войнах с «чужеземными захватчиками, нападавшими на лезгинскую землю».
Основные персонажи эпоса:
- Шарвили — богатырь невероятной физической силы, неуязвимый, пока его ноги касаются земли;
- Кас-Буба — мудрый старец и сказитель эпоса, обладающий даром волшебства, ясновидения и необъятной памятью.

Полный текст в современном его виде собран и литературно обработан в 1950-х годах поэтами Забитом Ризвановым (1926—1992) и Байрамом Салимовым (1929). Впервые текст издан на лезгинском языке отдельной книгой в Махачкале (издательство «Юпитер», 1999). В 2008 году издательство «Лотос» в Махачкале выпустило и полный текст эпоса на русском языке в переводе Ризвана Ризванова под редакцией писателя, профессора Ахеда Агаева.

## Праздник Шарвили
С 1999 года на малой родине героя эпоса, в селе Ахты ежегодно в последнюю субботу июня проходят празднества, посвящённые эпосу Шарвили. Организацией и проведением праздника руководит оргкомитет, возглавляемый Имамом Яралиевым. На праздник съезжаются представители муниципальных районов Южного Дагестана и Северного Азербайджана, населённых преимущественно народностями лезгинской группы. Также приезжают гости из других частей Дагестана, других субъектов Российской Федерации, а также гости из ближнего зарубежья.

## Значение образа героя эпоса
Лишённый чувства страха благодаря божественному предначертанию, Шарвили обладает недюжинной силой, ловкостью и смекалкой. Он без труда устраняет любую угрозу мирной, размеренной жизни своего народа, будь то набеги иноземных племён, в которых смутно угадываются исторические прообразы гуннов, скифов или римлян, или посягательства мифических существ из подземного и подводного миров. Образ Шарвили эволюционировал длительное время и символизирует бесконечную борьбу лезгин за свободу и справедливость. Не случаен и пропитан глубоким смыслом и трагический конец эпического повествования: одержав сотни побед, подпитывая свою небывалую силу тесной связью с родной землёй, Шарвили погибает, как только рвётся эта связь.

## Увековечивание памяти

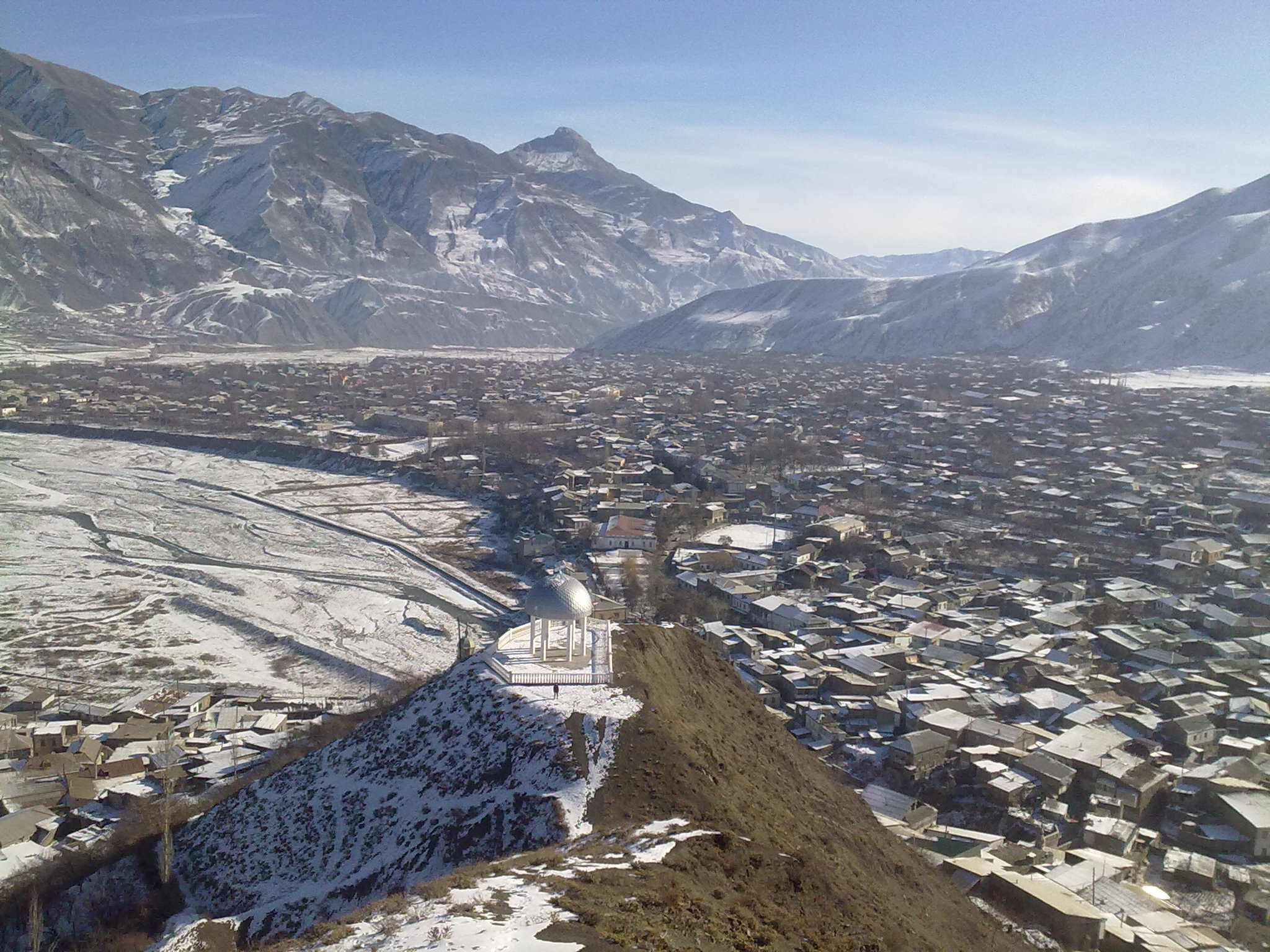
В центре фото - мемориальная ротонда «Шарвили» в Ахтах

- В центре фото - мемориальная ротонда «Шарвили» в АхтахВ столице Республики Дагестан, городе Махачкала стоит памятник в честь героя эпоса.
- В родном селении Шарвили, Ахты в 2009 году поставлена  в его честь мемориальная ротонда.
- В 2013 состоялась премьера оперы «Шарвили» на сцене Дагестанского государственного театра оперы и балета в Махачкале[6].
- В 2017 оперу «Шарвили» показали в Дагестанском Русском драматическом театре в Махачкале[7].